# Playboy TV
Playboy TV è un canale televisivo a pagamento, diffuso nella televisione via cavo e nella televisione satellitare in Brasile, Stati Uniti, Canada, Nuova Zelanda, Regno Unito, Spagna, Portogallo, Irlanda, Francia, Grecia, Svezia e Norvegia. Playboy è il proprietario di questo canale.

## Programmazione
Come la rivista Playboy, questo canale è a contenuto erotico.
Infatti trasmette film pornografici e programmi erotici, mostrando rapporti sessuali (etero e lesbo), si vedono atti sessuali espliciti come per esempio le penetrazioni, ma non vi sono scene contenenti sesso anale o cumshot, per non avere problemi giudiziari con le legislazioni di alcuni stati degli Stati Uniti. Playboy TV è affiancata da alcuni canali televisivi con una programmazione simile alla sua, come Spice Extreme e The Adult Channel e i canali in pay-per-view Climax 1, 2, e 3. Playboy TV è nato negli Stati Uniti nel 1982. Il logo del canale è lo stesso di quello dell'omonimo giornale. Esiste anche una edizione del canale in spagnolo, Playboy TV LA che trasmette a pagamento in Spagna e in America Latina.

### Programmi originali su Playboy TV
- 69 Sexy Things 2 Do Before You Die
- 7 Lives Xposed
- 7 Lives Xposed 2013
- Adult Film School
- Adult Stars Close Up
- Around the World in 80 Babes
- Badass
- The Boy Nexxt Door
- Brooklyn Kinda Love
- Camp Playboy
- Canoga Park
- Celebrity Sex Tales
- Cougar Club: LA
- Dark Justice
- Digital Diaries
- Dream Dates
- E-Rotic
- Electric Blue
- Extreme Truth
- Foursome: Walk of Shame
- Girls of Metart
- Groundbreakers
- Hot Babes Doing Stuff Naked
- The Helmetcam Show
- Hot Rocks
- Jazmin's Touch
- Jenna's American Sex Star
- King of Clubs
- The Man
- Money Talks
- Mr. Skin's Year in Nudes
- Naked Ambition
- Naked Happy Girls
- Naughty Amateur Home Videos
- Neighborhood Rumors
- Night Calls
- Playboy Coeds
- Playboy Morning Show
- Playboy Radio Show
- Playboy Shootout
- Playboy Trip
- Playboy Casting Calls
- Playboy Girls Of...
- Playmate Anthology
- Playmate of the Year
- Playmate Playback
- Playmates!
- Playmate Playoffs
- Playmate Profiles
- Playmate Review
- Private Calls
- Private Selfies
- Queen of Clubs
- The Rub
- Sam's Game
- Search for the Perfect Girlfriend
- Sex Court
- Sex Lives
- Sex Under Hot Lights
- Sexcape
- Sexcetera
- Sextreme Makeover
- Sexy Girls Next Door
- Sexy Urban Legends
- School Of Sex
- Show Us Your Wits
- Stripsearch
- Swing!
- Swing: Nightcap
- Swing: Open House
- Talking Dirty
- The Stash
- Totally Busted
- Toyride
- Triple Play
- The Truth About Sex
- Undercover
- Weekend Flash
- The Wildlife: Miami
- World of Playboy

## Playboy TV in Italia
Entro giugno 2010 Playboy TV doveva sbarcare in Italia, e doveva trasmettere a pagamento sulla televisione satellitare con Sky e sulla televisione digitale terrestre. Doveva trasmettere due programmazioni, una Soft dalle 6 alle 23 con interviste alle conigliette, reality e trasmissioni col marchio Playboy, e un'altra hard denominata Space con una programmazione più piccante vietata ai minori di 18 anni. Ma a causa di motivi sconosciuti, questo sbarco non ci fu.
Dal 5 luglio 2013, Playboy TV sbarca sul servizio Sky On Demand.